# TuS Brockhagen
Der TuS Brockhagen (offiziell: Turn- und Spielverein „Einigkeit“ Brockhagen e. V.) ist ein Sportverein aus dem Steinhagener Stadtteil Brockhagen im Kreis Gütersloh. Die erste Handballmannschaft der Männer nahm in der Saison 1984/85 am DHB-Pokal teil.

## Geschichte
Der Verein wurde am 3. September 1911 als Turnverein Einigkeit Brockhagen in der Gaststätte Julius Bille gegründet. Im Jahre 1921 nahm er seinen heutigen Namen an. Neben Handball bietet der Verein noch die Sportarten Badminton, Eltern-Kind-Turnen, Gymnastik, Sportschießen und Volleyball an. In früheren Zeiten gab es auch Abteilungen für Fußball, Judo, Karate und Leichtathletik.

## Handball
Die Heimspiele trägt der TuS in der Sporthalle der Grundschule Brockhagen aus. Die Halle wurde am 11. Juli 1992 eröffnet und kostete 4,9 Millionen Mark.

### Männer
Die Handballabteilung wurde im Jahre 1932 gegründet und machte 1984 durch die Qualifikation zum DHB-Pokal erstmals überregional auf sich aufmerksam. Dort unterlag die Mannschaft in der ersten Runde beim TSV Rot-Weiß Niebüll mit 18:24. Im Jahre 2008 gelang den Brockhägern der Aufstieg in die viertklassige Oberliga Westfalen, aus der die Mannschaft zwei Jahre später wieder abstieg. In der folgenden Saison 2010/11 konnten die Mannschaft den Klassenerhalt nur durch die bessere Tordifferenz gegenüber dem SC DJK Everswinkel erlangen. Ein Jahr später stiegen die Brockhagener aus der Verbandsliga ab und spielen seitdem in der Landesliga. Dort wurde in den Jahren 2014, 2015 und 2018 wurde der Wiederaufstieg als Vizemeister hinter der zweiten Mannschaft des TuS 97 Bielefeld-Jöllenbeck, der TG Hörste bzw. dem TV Isselhorst verpasst. Im Jahre 2019 gelang dann der Aufstieg aufgrund des gewonnenen direkten Vergleichs mit der TG Hörste.

### Frauen
Die Handballerinnen des TuS Brockhagen stiegen im Jahre 2016 unter der Leitung von Trainer Maik Hahn in die Verbandsliga Westfalen auf. In der Folgesaison 2016/17 wurde die Klasse durch Platz sieben erfolgreich gehalten. In der Saison 2018/19 wurde die Mannschaft Dritter. Ein Jahr später stieg die Mannschaft per Wildcard in die Oberliga Westfalen auf.

## Persönlichkeiten
- Maik Hahn
- Heiko Ruwe
- Renate Schubert